# Bandeira da província de Formosa
A Bandeira de Formosa é um dos símbolos oficiais da Província de Formosa, uma subdivisão da Argentina. Foi criada por María Beatríz Saez e Walter Willimburgh e escolhida em concurso público provincial. Foi finalmente adotada pela convenção constituinte provincial, através da resolução N° 36 de 15 de maio de 1991.

## Histórico
A ideia de criar uma bandeira provincial em Formosa surgiu durante a Convenção Constituinte convocada em 1991, com o objetivo de reformar a constituição provincial do ano de 1957. Na sessão de 14 de fevereiro de 1991, o deputado Miguel Bernardo Caja, solicita que se trate da reserva efetuada pelo deputado Juan Carlos Díaz Roig, a respeito do projeto de criação da bandeira. Foi decidido que os critérios de um concurso para confecção da bandeira.
Através da resolução N° 25 de 14 de fevereiro de 1991, se resolve chamar um concurso, com data de encerramento em 28 de maio do mês citado, embora a data tenha sido posteriormente prorrogada para 7 de março. O concurso foi de caráter provincial, estabelecendo-se 10 milhões de Austrais e placa para o primeiro prêmio, duas menções de honra (em placas) e diplomas comprobatórios para todos os participantes.
Aprovadas as bases e condições para concurso do desenho, foram definidos os jurados, que foram: Blanca Sosa, Nery Rumich, Hugo Orlando Del Rosso, Cirilo Sbardella y Aníbal Bibolini (Resolução N° 28). O o encerramento em 14 de março, o júri deu a conhecimento público um resumo do trabalho realizado e divulgação do primeiro lugar, o qual foi um trabalho identificado com o pseudônimo "Lapacho", que levava o número "26". Para a escolha do dito modelo, o júri considerou que as fundamentações enunciadas pelo autor são concretizadas no desenho da bandeira, conseguindo grande poder de síntese plástica e um elevado valor simbólico.
No dia seguinte, com a presença dos deputados, que foram convidados pelo júri, foi identificado o autor, que na realidade, eram dois: María Beatríz Saez e Walter Willimburgh. A fundamentação do trabalho proposta pelos autores do desenho mostra a privilegiada posição da província no Cone Sul e o marco da integração regional e continental. a intenção era refletir a presença de Formosa no coração do continente. duas premissas importantes condicionaram o desenho: a primeira, a condição de toda bandeira deveria ser vista indistintamente de ambos os lados, o que restringiu o emprego de formas e textos; a segunda, a simplicidade do traçado facilitando sua reprodução a nível escolar e institucional.
A convenção constituinte então, através da resolução N° 36 de 15 de maio de 1991, aprova a as ações do júri, adota a bandeira como oficial e estabelece a obrigatoriedade do uso do símbolo após aquela data. Pouco depois da aprovação pela convenção constituinte, foi realizada uma apresentação oficial da mesma em ato público realizado nas intersecção das avenidas 25 de Maio e Belgrado na capital da província.

## Descrição
Seu desenho consiste em um retângulo de proporção largura-comprimento de 9:14 com um fundo azul celeste. sobre este fundo há um triângulo isósceles invertido na cor branca, no qual a base mais estreita está na parte superior da bandeira e o vértice oposto na base da mesma. A posição do triângulo está deslocada para a direita (lado oposto do mastro).
Na parte superior da bandeira há uma grinalda verde de louros reta e horizontal que, ao passar pelo triângulo, é interrompida por um círculo composto por nove estrelas de quatro pontas na cor ouro. A orientação das folha que compõem a grinalda está de modo que pareçam partir do círculo de estrelas indo na direção das bordas laterais da bandeira. A orientação das estrelas está desenhada de modo que todas tenham uma das pontas voltadas perpendicularmente para a parte superior da bandeira.

## Simbolismo
Cores
As cores principais da bandeira são as mesmas da Bandeira da Argentina, ou seja, azul celeste e branco, representando a integração de Formosa com o restante do país.
O triângulo entre dois campos azuis representa o continente Sul Americano entre os oceanos Pacífico e Atlântico.
Desenho
- A proposta básica do desenho surge da localização da província no centro do Cone Sul e o protagonismo que cabe a esta província no marco da integração regional e continental, além da importância geopolítica.
- A grinalda representa o trópico de capricórnio que cruza o território de Formosa.[2][3]
- As nove estrela representam os nove departamentos da província.[3]